# Aeroportul Abraham González
Aeroportul Abraham González (IATA: CJS, ICAO: MMCS) este un aeroport din Chihuahua, Mexic ce deservește zona Ciudad Juárez. Aeroportul a fost tranzitat în 2023 de 2.275.153 de pasageri. A fost numit după zona deservită.
Situat la o altitudine de 1.190 m, aeroportul dispune de 1 pistă. Este operat de Grupo Aeroportuario Centro Norte⁠(d).

## Infrastructură

### Piste
Aeroportul dispune de o singură pistă. Pista are orientarea 04/22. 